# Hysterostomella palmae
Hysterostomella palmae är en svampart som först beskrevs av Frank Lincoln Stevens, och fick sitt nu gällande namn av Inácio & P.F. Cannon 1948. Hysterostomella palmae ingår i släktet Hysterostomella och familjen Parmulariaceae.   Inga underarter finns listade i Catalogue of Life.